# サン・ヘロニモ通り
座標: 北緯40度24分59.6秒 西経3度41分55.27秒 / 北緯40.416556度 西経3.6986861度

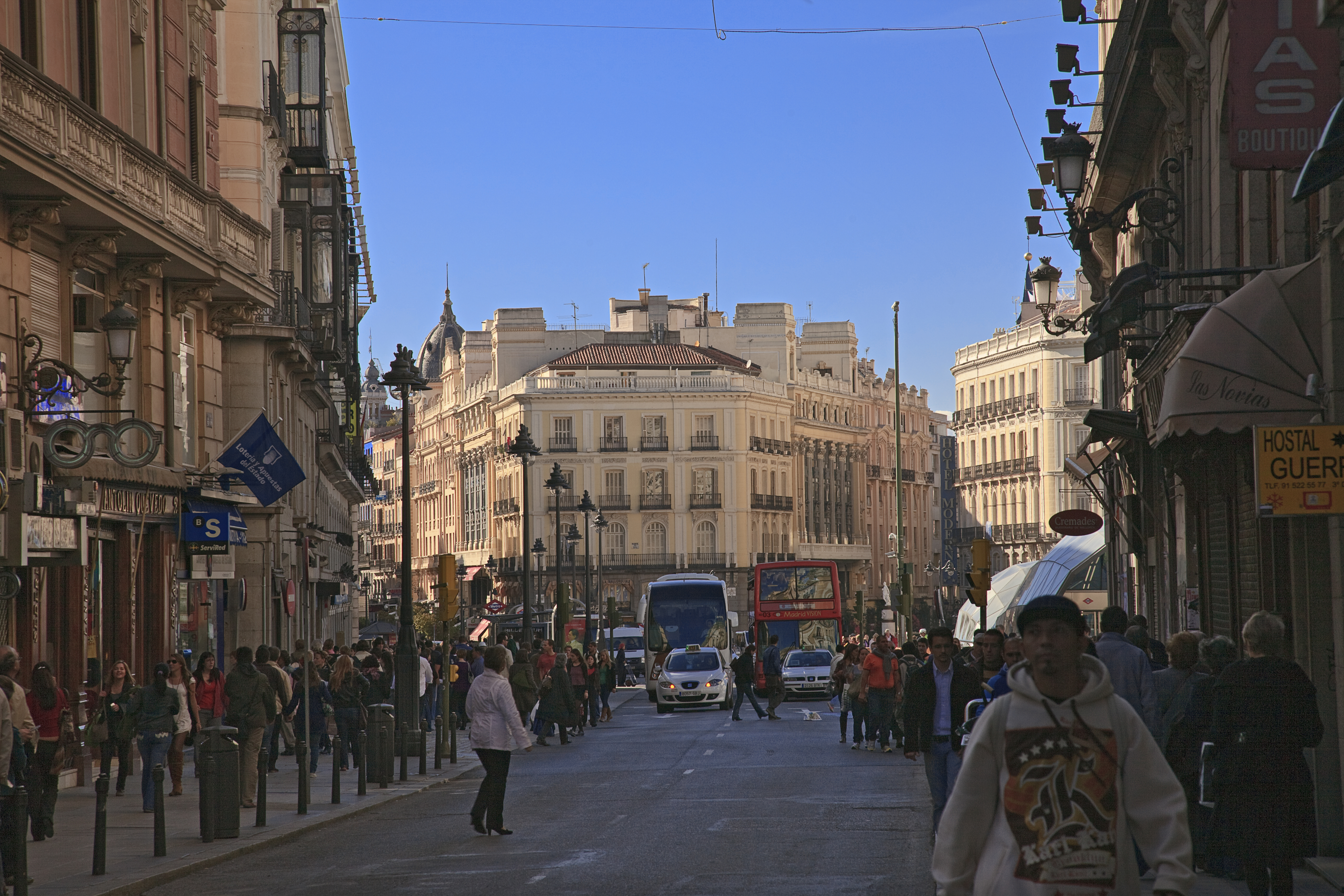
プエルタ・デル・ソルを背景にした通り

サン・ヘロニモ通り（西：La Carrera de San Jerónimo）はマドリードの中心部にある通り。プエルタ・デル・ソルとコルテス広場の間を通る道で、カミーノ・デル・ソル（太陽の道）と呼ばれた。
通りにはふたつの区画があり、プエルタ・デル・ソルの東側から出発し、アルカラ通りとほぼ並行してカナレハス広場とサン・ヘロニモ・エル・レアル教会を通ってコルテス広場に至る。

## 歴史
最初の建物と下水道敷設の記録は1618年に遡る 。これはパセオ・デル・プラドとして知られる果樹園の反対側にあるヘロニモの修道院群で、最も古いものはプエルタ・デル・ソルにあるビクトリア修道院である。また、ここには1538年に設立されたサン・ペドロ・デ・ロス・イタリアーノス病院があり、イタリア人移民や旅行者のための施設とされている。通りの終わりに建っていた二つの建物、トッレシラ・デ・ラ・ムシカと、ベルナルダス・デ・ラ・コンセプシオン女子修道院は、永代所有財産解放令の施行にともない解体された。また、当地にあったカフェは小説家のベニート・ペレス・ガルドスが作品「黄金の泉」のタイトルに使用したことで有名になった。ビクトリア通りの角にはホテル・エンバハドーレスがあり、その近くにホテル・ロシアがあった。

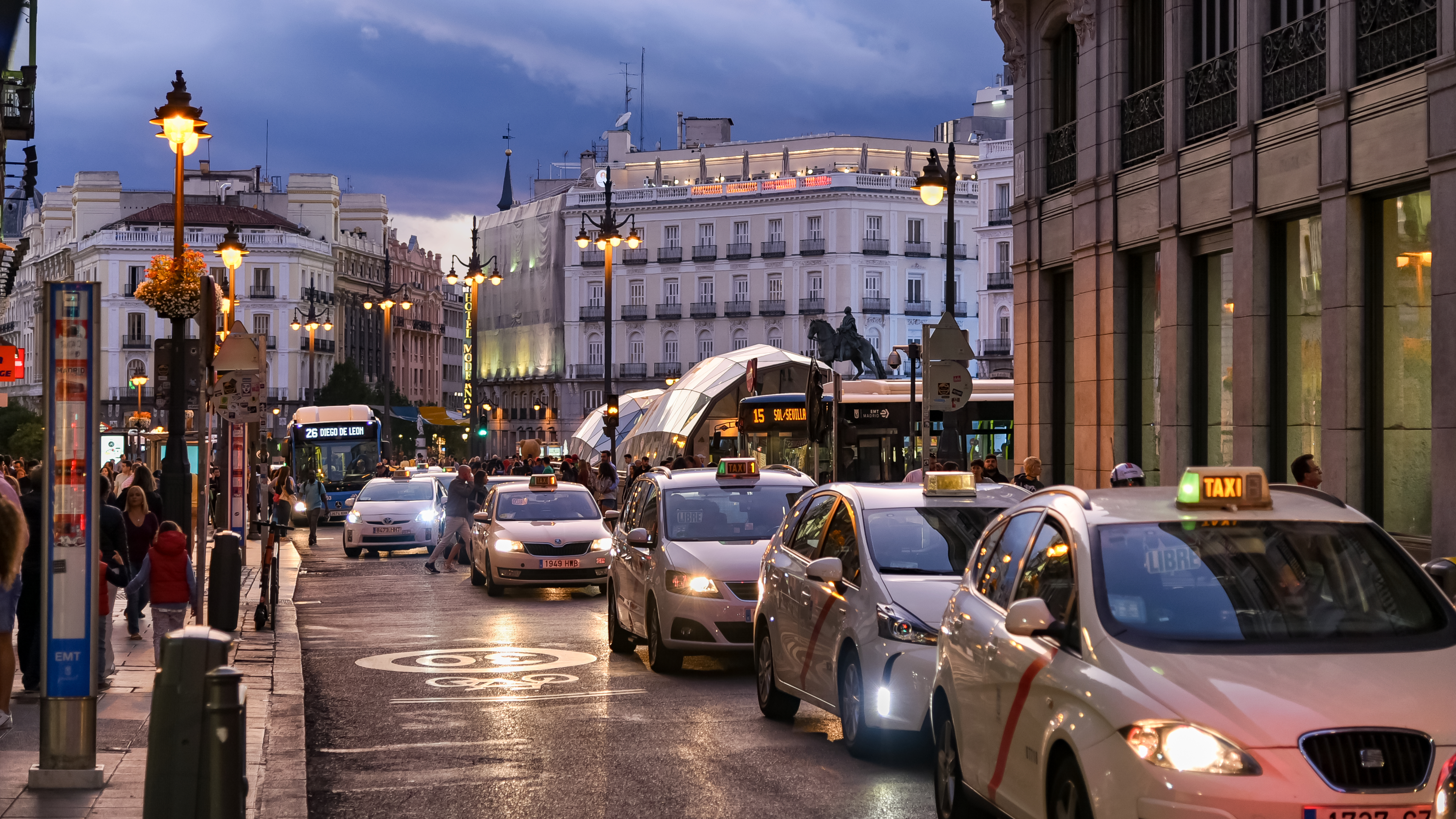
通りの入口

サン・ヘロニモ通り8番にあるレストラン「ラルディ」は、1839年にフランス人のエミリオ・ラルディによって設立された。これはマドリードで最初の最も古いレストランの一つとされている。1842年には同じ通りの30番にペストリー・ショップ「カサ・ミラ (店)」がオープンした。なお、エミリオ・ラルディにレストランを出すことを提案した作家のプロスペル・メリメも23番にレストランを出店したが繁栄しなかった。
通りの二番目の区画にはいくつかの住居やサンティアゴ侯爵、タマメス侯爵、ヴァルドエナ侯爵の家があった。また、24番には英国醸造所があったが、クイーン・ビクトリア劇場の建設にあたり、1910年頃に取り壊された。なお、その向かいにはカフェ・デ・ラ・イベリアがあり、35番にはミラフローレス宮殿 (マドリード)がある。

## 著名な住人
当地の住人で、おそらく最も輝かしかった人物は、1778年から1779年まで、カンポリャノ侯爵夫人(marquesa de Campollano)の家に住んでいたフランシスコ・デ・ゴヤである。